# Lucien Teisseire
Lucien Teisseire (Saint-Laurent-du-Var, 11 de diciembre de 1919 - Douarnenez, 22 de diciembre de 2007) fue un ciclista francés que fue profesional entre 1941 y 1955. En su palmarés destacan cuatro etapas del Tour de Francia, la clasificación general de la Dauphiné Libéré de 1953, la París-Tours de 1944 y una tercera posición en el Campeonato del Mundo de ciclismo en ruta de 1948. 

## Palmarés
- 1942

1º en el Circuito de les vilas de agua de Auvernia
Vencedor de una etapa del Circuito del Mont Ventoux
- 1943

1º en La Turbie
1º en Mont Chauve
- 1944

1º en la París-Tours
1º en el Gran Premio de Niza
1º en el Gran Premio de Provenza
1º en el Omnium de la ruta - prueba en ascenso
2º en el Campeonato de Francia de Ciclismo en Ruta 
- 1946

Vencedor de una etapa de la París-Niza
- 1947

1º en el Gran Premio del Echo a Oran
Vencedor de 2 etapas en el Tour de Francia
- 1948

1º en el Gran Premio del Pneumàtic
1º en Beauze
3º en el Campeonato del Mundo de ciclismo en ruta 
- 1949

Vencedor de una etapa del Tour de Francia
- 1951

Vencedor de una etapa de la París-Niza
1º en el Gran Premio de Cannes
- 1952

Vencedor de una etapa del Gran Premio de Constantina
- 1953

1º en la Dauphiné Libéré y vencedor de 2 etapas
Vencedor de una etapa de la Vuelta a Marruecos
- 1954

Vencedor de una etapa del Tour de Francia
Vencedor de una etapa de la Vuelta a Marruecos
- 1955

Vencedor de una etapa del Tour de la Manche

### Resultats al Tour de França
- 1947. 11º de la clasificación general y vencedor de 2 etapes
- 1948. 6º de la clasificación general
- 1949. 14º de la clasificación general y vencedor de una etapa
- 1951. 31.º de la clasificación general
- 1952. 59.º de la clasificación general
- 1953. 26.º de la clasificación general
- 1954. 23.º de la clasificación general y vencedor de una etapa
- 1955. 45.º de la clasificación general